# خوان كاراسكو (مستكشف)
خوان كاراسكو (بالإنجليزية: Juan Carrasco)‏ كان ضابطًا بحريًا ومستكشفًا وملاحًا إسبانيًا.

## طالع أيضًا
- قائمة المستكشفين